# 广西水库列表
至2007年，中国广西壮族自治区共有大型水库34座，按库容量依次为百色水库、西津水库、澄碧河水库、小江水库、大化水库、那板水库、左江水库、洪潮江水库、大王滩水库、青狮潭水库、龟石水库、大埔水库、凤亭河水库、浮石水库、达开水库、六陈水库、客兰水库、合面狮水库、屯六水库、爽岛水库、灵东水库、麻石水库、大龙洞水库、旺盛江水库、洛东水库、武思江水库、老虎头水库、仙湖水库、平龙水库、昭平水库、拉浪水库、五里峡水库、峻山水库、小峰水库。
根据中华人民共和国水利部发布的《中国水库名称代码》（中华人民共和国行业标准SL259-2000）将广西壮族自治区所有大型水库及中型水库列表如下：

## 大型水库
| 水库           | 水系               | 总库容 亿立方米 | 位置                     |
| -------------- | ------------------ | --------------- | ------------------------ |
| 龙滩水库       | 红水河             | 273.00          | 河池市天峨县             |
| 天生桥一级水库 | 南盘江             | 102.60          | 贵州安龙和广西隆林交界处 |
| 岩滩水库       | 红水河             | 33.50           | 大化县                   |
| 百色水库       | 右江               | 56.60           | 百色市                   |
| 西津水库       | 郁江               | 30.00           | 横县                     |
| 澄碧河水库     | 澄碧河             | 11.50           | 百色市                   |
| 小江水库       | 南流江支流车头河   | 10.25           | 北海市博白县             |
| 大化水库       | 红水河             | 9.64            | 大化瑶族自治县           |
| 那板水库       | 明江               | 8.32            | 上思县                   |
| 左江水库       | 左江上游           | 7.16            |                          |
| 洪潮江水库     | 南流江支流洪潮江   | 7.03            | 北海市                   |
| 大王滩水库     | 郁江支流八尺江中游 | 6.38            | 南宁市邕宁区             |
| 青狮潭水库     | 桂江支流甘棠江     | 6.00            | 桂林市灵川县             |
| 龟石水库       | 西江支流贺江       | 5.95            | 贺州市钟山县             |
| 大埔水库       | 柳江河             | 5.25            |                          |
| 凤亭河水库     | 西江               | 5.19            |                          |
| 浮石水库       | 柳江               | 4.50            |                          |
| 达开水库       | 马来河             | 3.98            | 贵港市                   |
| 六陈水库       | 白沙江             | 3.26            | 贵港市平南县             |
| 客兰水库       | 左江               | 3.23            | 崇左市扶绥县             |
| 合面狮水库     | 贺江               | 2.96            | 贺州市八步区             |
| 屯六水库       | 邕江支流           | 2.26            | 南宁市良庆区             |
| 爽岛水库       | 东安江支流大平河   | 2.12            | 梧州市苍梧县             |
| 灵东水库       | 钦江               | 1.79            | 灵山县                   |
| 麻石水库       | 柳江支流融江       | 1.61            |                          |
| 大龙洞水库     | 清水河             | 1.51            |                          |
| 旺盛江水库     | 南流江支流车头河   | 1.50            | 北海市                   |
| 洛东水库       | 柳江支流           | 1.32            |                          |
| 武思江水库     | 武思江             | 1.28            |                          |
| 老虎头水库     | 耀河               | 1.25            |                          |
| 仙湖水库       | 武鸣河             | 1.25            |                          |
| 平龙水库       | 郁江支流鲤鱼江     | 1.25            |                          |
| 昭平水库       | 桂江               | 1.22            |                          |
| 拉浪水库       | 红水河             | 1.12            |                          |
| 五里峡水库     | 漠川河             | 1.08            |                          |
| 峻山水库       | 澄江               | 1.04            |                          |
| 小峰水库       | 防城河电六江       | 1.03            |                          |
| 金鸡滩水库     |                    |                 | 南宁市                   |
| 红花水库       |                    |                 | 柳州市                   |
| 京南水库       |                    |                 | 梧州市                   |
| 乐滩水库       |                    |                 | 来宾市                   |
| 洞巴水库       |                    |                 | 百色市                   |
| 平班水库       |                    |                 | 百色市                   |

## 南宁市
- 天雹水库  南宁市
- 龙潭水库  南宁市
- 凤亭河水库  南宁市良庆区大塘镇
- 屯六水库  南宁市良庆区大塘镇
- 大王滩水库  南宁市邕宁区那马镇
- 西云江水库  南宁市邕宁区
- 青龙江水库  南宁市邕宁区
- 英雄水库  南宁市邕宁区
- 大龙洞水库 上林县西燕镇
- 西津水库 横县横州镇
- 青年水库  横县
- 碰蓬水库  横县
- 北滩水库  横县
- 六兰水库  横县
- 仙湖水库 武鸣县仙湖
- 幕定水库  武鸣县
- 那打水库  武鸣县
- 定标水库  武鸣县
- 忠党水库  武鸣县
- 清平水库 宾阳县
- 六佑水库  宾阳县
- 桃源水库  宾阳县
- 百合水库  宾阳县
- 大朗水库 马山县
- 六朝水库  马山县
- 布良水库 隆安县
- 下琴水库  隆安县
- 南岩水库 上林县
- 东敢水库  上林县

## 柳州市
- 麻石水库 融水县大浪
- 龙怀水库 柳江县
- 工农水库  柳江县
- 北弓水库  柳江县
- 独山水库 柳城县
- 大龙水库  柳城县
- 安乐水库  柳城县
- 俄侣水库  柳城县
- 泗维河水库  融安县
- 石門水庫 (融安)  融安县
- 那降水库  隆安县
- 马步水库  鹿寨县
- 龙母水库  鹿寨县

## 桂林市
- 金陵水库 临桂县
- 大江水库  临桂县
- 久大水库 阳朔县
- 顺梅水库  阳朔县
- 青狮潭水库 灵川县青狮潭
- 大江水库 荔浦县
- 古信水库  荔浦县
- 兰洞水库 恭城县
- 峻山水库  恭城县
- 平口水库 平乐县
- 义洞水库  平乐县
- 金鸡河水库 永福县
- 华山水库  永福县

## 来宾市
- 福饶水库 来宾县
- 高镜水库  来宾县
- 樟村水库  来宾县
- 莲花水库  来宾县
- 陈寺水库  来宾县
- 三利水库  来宾县
- 二沟水库  来宾县
- 清潭水库  来宾县
- 长村水库  [象州县]
- 丰收水库  象州县
- （牡丹水库） 象州县
- （甫上水库）  象州县
- 石祥河水库[武宣县]
- （乐业水库）  武宣县
- 乐梅水库  武宣县
- （独山水库）来宾市合山市
- （陈寺水库）来宾市兴宾区
- （那刀水库）来宾市兴宾区
- (白面水库)  来宾市兴宾区
- （岩口水库）来宾市兴宾区
- （上苏水库）来宾市兴宾区
- （三联水库）来宾市兴宾区
- （感慢水库）来宾市兴宾区
- （大凡水库）来宾市兴宾区
- （甘着水库）来宾市兴宾区
- （碑口水库）来宾市兴宾区
- （青春水库）来宾市兴宾区
- （六勇水库）来宾市兴宾区
- （长塘水库）来宾市金秀瑶族自治县

## 崇左市
- 派关水库 崇左县
- 客兰水库 扶绥县渠旧镇
- 那江水库  扶绥县
- 新安水库  扶绥县
- 安农水库 宁明县
- 金龙水库 龙州县
- 乔苗水库  大新县
- 那利水库  天等县
- 若兰水库  天等县

## 河池市
- 岩滩水库 大化县
- 大化水库  大化县
- 拉浪水库 宜州市德胜镇
- 洛东水库  宜州市洛东
- 洛西水库  宜州市
- 土桥水库  宜州市
- 六坡水库  宜州市
- 拉希水库 南丹县
- 洞坎水库  罗城县
- 乔音水库  凤山县

## 百色市
- 澄碧河水库 百色市永乐
- 浪塘水库  百色市
- 龙马水库 平果市
- 达洪江水库  平果市
- 布见水库  平果市
- 联合水库  平果市
- 那马水库  平果市
- 敢怀水库  平果市
- 那沙水库  平果市
- 卡达水库 隆林县
- 那音水库 田阳县
- 百东河水库  田阳县
- 惠洞水库  田阳县
- 朋怀水库  靖西市
- 巴蒙水库  靖西市

## 玉林市
- 寒山水库  玉林市福锦区
- 共和水库  玉林市福锦区
- 罗田水库  玉林市福锦区
- 江口水库  玉林市福锦区
- 马坡水库  玉林市
- 新城水库  玉林市
- 化寿水库  玉林市
- 大坡水库  玉林市
- 红江水库  玉林市
- 茶根水库 博白县
- 温罗水库  博白县
- 凌青水库  博白县
- 火甲水库  博白县
- 充栗水库  博白县
- 小江水库  博白县沙河
- 解放水库  博白县
- 西牛水库  博白县
- 老虎头水库  博白县那卜
- 大贤水库 北流市
- 六洋水库  北流市
- 龙门水库  北流市
- 茂化水库  北流市
- 大容山水库  北流市
- 陆透水库 陆川县
- 清湖水库  陆川县
- 东成水库  陆川县
- 马兰径水库  陆川县
- 鲤鱼湾水库 兴业县
- 铁联水库  兴业县
- 本英水库  玉林市兴业县山心镇要古村
- 苏烟水库  兴业县
- 宁冲水库 容县

## 钦州市
- 京塘水库  钦州市钦北区
- 石梯水库  钦州市钦北区
- 荷木水库  钦州市钦北区
- 吉隆水库  钦州市钦北区
- 长江水库  钦州市钦南区
- 大马安水库  钦州市钦南区
- 金窝水库  钦州市钦南区
- 田寮水库  钦州市钦南区
- 灵东水库 灵山县佛子
- 思明水库  灵山县

## 北海市
- 牛尾岭水库  北海市郊
- 闸口水库 合浦县
- 石康水库  合浦县
- 清水江水库  合浦县
- 洪潮江水库  合浦县石湾
- 旺盛江水库 浦北县泉水

## 防城港市
- 小峰水库  防城港市防城区
- 三波水库  防城港市防城区
- 小陶水库  防城港市防城区
- 那板水库 上思县思阳镇
- 黄淡水库 东兴市

## 贵港市
- 平龙水库 贵港市蒙公
- 武思江水库  贵港市木梓镇
- 岭蒙水库  贵港市
- 九凌水库  贵港市
- 甘道水库  贵港市
- 茶山水库  贵港市
- 云表水库  贵港市
- 三渌水库  贵港市
- 达开水库 桂平市
- 金田水库  桂平市
- 平合水库  桂平市
- 布新水库  桂平市
- 大洋河水库  桂平市
- 马皮水库  桂平市
- 白石水库  桂平市
- 社坡河水库  桂平市
- 白石水库  桂平市
- 罗贤水库  桂平市
- 寻旺水库  桂平市
- 六陈水库 平南县六陈
- 东平水库  平南县
- 田贵水库  平南县
- 官成水库  平南县

## 梧州市
- 爽岛水库 苍梧县犁埠
- 大任水库  藤县
- 黄垌水库  藤县
- 赤水水库  岑溪市
- 塘坪水库  岑溪市
- 茶山水库  蒙山县

## 贺州市
- 合面狮水库 贺州市信都镇
- 狮洞水库  贺州市
- 砂冲水库  贺州市
- 龟石水库 钟山县龟石
- 花山水库  钟山县
- 龙潭水库  钟山县
- 周家水库 昭平县
- 良佑水库  昭平县
- 横塘水库  富川县